# バスケットボールエチオピア代表
バスケットボールエチオピア代表（バスケットボールエチオピアだいひょう、Ethiopia men's national basketball team）は、エチオピアバスケットボール連盟により国際大会に派遣される男子バスケットボールのナショナルチームである。
第1回アフリカ選手権出場国の一つ。しかし、以降は長い低迷が続いている。

## 主な国際大会成績
- オリンピック
  - 出場なし
- ワールドカップの成績
  - 出場なし
- アフリカ選手権の成績
  - 1962年 ― 5位